# Моов бирцуз
Моов бирцуз је измишљена кафана из анимиране ТВ серије Симпсонови. Кафана је именована по власнику, Моу Сизлаку. Налази се на углу улице Ораха.
Моова кафана је заснована на правој кафани у близини Универзитета Орегон званој Максова кафана.
У једној епизоди је чак и Монтгомери Бернс био запослен у Моовом бирцузу.